# That Voice Again
That Voice Again ist ein Lied des britischen Pop-Rock-Musikers Peter Gabriel aus dem Jahr 1986.

## Entstehung und Veröffentlichung
Das Lied wurde von Peter Gabriel geschrieben und von Februar 1985 bis Februar 1986 in Gabriels damaligem Tonstudio in Ashcombe House, Swainswick, Somerset aufgenommen.
Der Song wurde am 19. Mai 1986 auf Gabriels fünftem regulären Solo-Studioalbum So veröffentlicht. Darüber hinaus erschien es auch als Promo-Single. Gabriel bezeichnete That Voice Again als einen seiner Lieblingssongs auf dem Album.
1987 wurde der Song während der This Way Up Tour erstmals live gespielt, jedoch in dieser Form damals nicht veröffentlicht.
Auf der Back to Front Tour von 2012 bis 2014 wurde That Voice Again mit dem kompletten Album So zum 25-jährigen Jubiläum des Albums erneut live gespielt. Jeder Abend der Tournee wurde live vom Mischpult aufgenommen und sowohl einzeln auf CD oder als Dateien im WAV-Format auf einem USB-Stick in Form eines Mikrofons als auch als Teil eines Boxsets unter dem Namen Back to Front: Encore Series veröffentlicht. Die Veröffentlichungen waren in limitierter Auflage und ausschließlich über Gabriels offizielle Website erhältlich. Am 23. Juni 2014 veröffentlichten Real World Records und Eagle Rock Entertainment das Livealbum und den Film Back to Front: Live in London mit dem Song, aufgenommen bei den Konzerten in der O2 Arena in London. Am 26. März 2024 wurde die Erstveröffentlichung in 4K für den 10. Mai 2024 angekündigt.

## Hintergrund
1983 trat der Filmregisseur Martin Scorsese an Gabriel heran, um den Soundtrack Passion: Music for The Last Temptation of Christ für den Spielfilm Die letzte Versuchung Christi (Originaltitel: The Last Temptation of Christ) zu entwickeln, obwohl das Erscheinungsdatum des Films schließlich auf das Jahr 1988 verschoben werden musste. Unter dem Arbeitstitel The First Stone (=Der erste Stein) bezog Gabriel ursprünglich biblische Themen aus dem Alten Testament in den Text ein, insbesondere die Zeile Wer zuerst einen Stein wirft aus Joh 8,7 . Später änderte er den Text, um weniger religiös und mehr introspektiv zu sein, um seine Versuche widerzuspiegeln, weniger wertend zu sein. Diese Texte bezogen sich sowohl auf die persönliche als auch auf die globale Verurteilung, aber Gabriel blieb mit einigen der Worte unzufrieden.
Nachdem er drei verschiedene Versuche mit den Liedtexten unternommen hatte, bat Gabriel den Gitarristen David Rhodes um Hilfe, der ihm half, „hier und da ein paar Silben zu lockern“. Sie einigten sich schließlich auf einen Text, der sich mit „der elterlichen Stimme in unserem Kopf, die uns entweder hilft oder uns besiegt“ auseinandersetzt.

„In That Voice Again geht es darum, dass urteilende Haltungen eine Barriere zwischen Menschen darstellen. Die Stimme ist die Stimme des Urteils. Eine eindringliche innere Stimme, die, anstatt die Erfahrung zu akzeptieren, sie immer analysiert, moralisiert und bewertet.“

That Voice Again ist Gabriels letzter Song, der mit seiner abgebrochenen Geschichte um die fiktive Figur des Mozo in Verbindung gebracht wird, einem „quecksilbrigen Fremden“, der lose auf Moses und dem alchemistischen Traktat Aurora consurgens basiert. Gabriel verteilte mehrere Songs mit Bezug zu Mozo auf seinen Alben bis zu So im Jahr 1986, wobei Here Comes the Flood und Down the Dolce Vita erstmals auf die Figur auf Gabriels erstes selbstbetiteltes Solo-Studioalbum von 1977 Bezug nahmen. Er beabsichtigte, dass seine Mozo-Songs zusammen eine vollständige Geschichte ergeben sollten. Im Kontext der Mozo-Geschichte stellte That Voice Again das Attribut des Urteils dar. 1987 zog Gabriel in Erwägung, ein einstündiges Video zu entwickeln, das sich um Mozo drehte, aber er hat diese Idee letztlich nie verwirklicht.

## Aufnahme
Gabriel wandte sich während der Aufnahmesitzungen der 12-saitigen Gitarre zu, die seit der Veröffentlichung von The Lamb Lies Down on Broadway im Jahr 1974, seinem letzten Album mit der Band Genesis, auf keiner seiner Kompositionen mehr zu hören war. Nach seinem Ausstieg bei Genesis entschied sich Gabriel gegen die Verwendung der 12-saitigen Gitarre auf seinem Solomaterial, überlegte sich aber später, dass „zehn Jahre lang genug waren“.
Gabriel ließ sich bei der Instrumentierung des Songs von The Byrds inspirieren: Die 12-saitige Gitarre des Songs wurde von Daniel Lanois gespielt, und David Rhodes übernahm die E-Gitarrenparts. Ähnlich wie Red Rain, der erste Song auf So, beginnt That Voice Again mit einem instrumentalen Zwischenspiel, gefolgt von dem Refrain, der mit von Gabriel aufgenommenem Mehrspurgesang unterlegt ist. Bei der Zeile „Only love can make love“ hielt Gabriel die letzte Silbe über zehn Sekunden lang. Nach einem weiteren Refrain endet der Song mit einer Schlagzeug-Figur und einem „plötzlichen Akkord“, wie der Musikkritiker Durrell Bowman beschreibt.

## Mitwirkende

### Musiker
- Peter Gabriel – Begleitgesang, CMI, Gesang, Perkussion, Piano, Prophet-5-Synthesizer
- Manu Katché – Perkussion, Schlagzeug
- Daniel Lanois – Gitarre
- Tony Levin – Bass
- David Rhodes – Begleitgesang, Gitarre
- L. Shankar – Geige

### Technisches Personal
- David Bascombe – Toningenieur
- Peter Gabriel – Komposition, Liedtext, Produktion
- Daniel Lanois – Produktion
- Kevin Killen – Abmischung, Toningenieur
- Ken Perry – Schnitt
- David Rhodes – Komposition, Liedtext

## Rezeption

### Rezensionen
Daryl Easlea von dem US-amerikanischen Musikmagazin Louder bezeichnete That Voice Again als einen „schönen, Byrds-ähnlichen Popsong, der inmitten der zahlreichen Highlights des Albums oft übersehen wird“. Wyndham Wallace von dem britischen Musik- und Popkulturmagazin The Quietus nannte den Song „alles andere als gedämpft“ und hob das Schlagzeugspiel von Manu Katché hervor. Eric Harvey von der Musik-Website Pitchfork meinte, dass That Voice Again neben Sledgehammer den stärksten Refrain auf So und den „bissigsten Text“ habe. Annie Zaleski von der US-amerikanischen Musikzeitschrift Ultimate Classic Rock & Culture war der Meinung, dass Gabriel eine „exquisite stimmliche Delikatesse auf dem sehnsüchtigen, klaviergetränkten That Voice Again - ein von Selbstzweifeln zerrissenes Liebeslied“ demonstrierte. John Lewis von der britischen Musikzeitschrift Uncut war kritischer in Bezug auf die Produktion und meinte, dass einige der Keyboardklänge des Songs vom Hörerlebnis ablenkten.

### Chartplatzierungen
That Voice Again konnte sich nicht in den offiziellen Singlecharts platzierten, erreichte jedoch Rang 14 der US-amerikanischen Mainstream-Rock-Airplay-Charts.